# ウィルコックス郡 (アラバマ州)
ウィルコックス郡（英: Wilcox County）は、アメリカ合衆国アラバマ州の南西部に位置する郡である。2010年国勢調査での人口は11,670人であり、2000年の13,183人から11.5%減少した。郡庁所在地はカムデン市（人口2,020人）であり、同郡で人口最大の都市でもある。郡名はクリーク族インディアンとの戦争で戦ったJ・M・ウィルコックス中尉に因んで名付けられた。

## 歴史
ウィルコックス郡は1819年12月13日に設立された。

## 地理
アメリカ合衆国国勢調査局に拠れば、郡域全面積は907.46平方マイル (2,350.3 km2)であり、このうち陸地888.68平方マイル (2,301.7 km2)、水域は18.78平方マイル (48.6 km2)で水域率は2.07%である。

### 主要高規格道路
- アラバマ州道5号線
- アラバマ州道10号線
- アラバマ州道21号線
- アラバマ州道25号線
- アラバマ州道28号線
- アラバマ州道41号線
- アラバマ州道89号線

### 隣接する郡
- ダラス郡 - 北東
- ラウンズ郡 - 東北東
- バトラー郡 - 東南東
- モンロー郡 - 南
- クラーク郡 - 南西
- マレンゴ郡 - 北西

## 人口動態
以下は2000年の国勢調査による人口統計データである。
| 基礎データ - 人口: 13,183人 - 世帯数: 4,776 世帯 - 家族数: 3,376 家族 - 人口密度: 6人/km2（15人/mi2） - 住居数: 6,183軒 - 住居密度: 3軒/km2（7軒/mi2） 人種別人口構成 - 白人: 27.51% - アフリカン・アメリカン: 71.90% - ネイティブ・アメリカン: 0.14% - アジア人: 0.13% - 太平洋諸島系: 0.02% - その他の人種: 0.11% - 混血: 0.19% - ヒスパニック・ラテン系: 0.74% | 年齢別人口構成 - 18歳未満: 30.7% - 18-24歳: 9.1% - 25-44歳: 25.5% - 45-64歳: 21.0% - 65歳以上: 13.7% - 年齢の中央値: 34歳 - 性比（女性100人あたり男性の人口） - 総人口: 87.2 - 18歳以上: 81.0 世帯と家族（対世帯数） - 18歳未満の子供がいる: 36.0% - 結婚・同居している夫婦: 39.8% - 未婚・離婚・死別女性が世帯主: 26.5% - 非家族世帯: 29.3% - 単身世帯: 27.5% - 65歳以上の老人1人暮らし: 11.9% - 平均構成人数 - 世帯: 2.70人 - 家族: 3.31人 | 収入と家計 - 収入の中央値 - 世帯: 16,646米ドル - 家族: 22,200米ドル - 性別 - 男性: 26,216米ドル - 女性: 17,274米ドル - 人口1人あたり収入: 10,903米ドル - 貧困線以下 - 対人口: 39.9% - 対家族数: 36.1% - 18歳未満: 48.4% - 65歳以上: 32.1% |

## 都市と町

### 都市
- カムデン - 郡庁所在地

### 町
- オークヒル
- パインアップル
- パインヒル
- イエローブラフ

### 未編入の町
| - アッカーヴィル - アルバータ - アン・マニー - アーリントン - カントンベンド | - キャサリン - コイ - ファーマン - ギーズベンド - ローワー・ピーチ・ツリー | - マクウィリアムズ - ミラーズ・フェリー - スノー・ヒル |

### 廃村
- プレーリーブラフ

## 見どころ
郡内にはローランド・クーパー州立公園、ダンリー湖、ブリッジポートビーチがある。